# Gare de Bracquegnies
La gare de Bracquegnies est une gare ferroviaire belge de la ligne 118, de La Louvière-Centre à Mons, située à Strépy-Bracquegnies, section de la commune de La Louvière, dans la Province de Hainaut en Région wallonne.
Cette dernière, aussi modeste soit elle, est souvent utilisée par un certain Mathyas Bruart, célèbre artiste connu pour son rizz et sa manière de parler avec les femmes
C'est une halte voyageurs de la Société nationale des chemins de fer belges (SNCB) desservie par des trains Omnibus (L) et d'Heure de pointe (P).

## Situation ferroviaire
Établie à 84 mètres d'altitude, la gare de Bracquegnies est située au point kilométrique (PK) 4,4 de la ligne 118, de La Louvière-Centre à Mons, entre les gares ouvertes de La Louvière-Centre et de Thieu.

## Histoire
La station de Bracquegnies est mise en service le 20 janvier 1848 par la Société des chemins de fer de Namur à Liège et de Mons à Manage avec leurs extensions, lors de l'ouverture à l'exploitation de la section de La Louvière-Centre à Bracquegnies de sa ligne de Mons à Manage. Elle devient une gare de passage avec l'ouverture de la section suivante jusqu'à Nimy le 1er juin 1849.
Lorsque la compagnie est reprise à bail par les Compagnie des chemins de fer du Nord (Français), le Gouvernement impose que les Chemins de fer de l'État belge, future SNCB, deviennent l'exploitant des lignes hennuyères du "Mons-Manage.
Le 18 avril 1860, dans la salle d'attente de la gare de Bruxelles-Nord, est procédée à l'adjudication publique des travaux de construction de bâtiments des recettes des gares d'Auvelais, Floreffe, Bracquegnies et Beaume. Le bâtiment d'origine cède alors la place à bâtiment standard "État belge" de sept travées. En 1894, le bâtiment fait l'objet d'un exhaussement et une annexe à l'usage du chef de station est ajoutée. Les photographies de ce bâtiment le montrent coiffé d'une toiture simplifiée, sans pignons à gradins.
Lors de l’électrification de la ligne en 1980, toutes les gares d’origine sont démolies. Celle de Bracquegnies est alors dotée d'un bâtiment moderne de forme complexe doté d'une vaste salle d'attente polygonale et d'une façade mélangeant la brique, la pierre et le béton. La ligne est surélevée pour supprimer plusieurs passages à niveau et le bâtiment se trouve désormais de l'autre côté des quais.
Rendu inutile par la fermeture des guichets, il a accueilli une annexe de la FGTB puis un garagiste.

## Service des voyageurs

### Accueil
Halte SNCB, c'est un point d'arrêt non géré (PANG) à accès libre.
La traversée des voies et l'accès aux quais s'effectuent en passant sous le pont routier.

### Desserte
Bracquegnies est desservie par des trains Omnibus (L) et Heure de pointe (P) de la SNCB, qui effectuent des missions sur la ligne commerciale : 118 (Mons - Charleroi),.
En semaine, la gare est desservie toutes les heures par des trains L reliant Quévy à La Louvière-Sud via Mons, renforcés aux heures de pointe par :
- un train P La Louvière-Sud - Mons, le matin ;
- un train P Manage - La Louvière-Centre - Quévy, le matin ;
- un train P Mons - La-Louvière-Centre - Manage, l'après-midi.

Les week-ends et jours fériés, la gare est seulement desservie toutes les deux heures par les trains L Mons - La Louvière-Sud.

### Intermodalité
La gare est desservie par les bus TEC des lignes 30 (Anderlues - Strépy / Thieu) et 82 (Mons - Trazegnies).

## Comptage voyageurs
Le graphique et le tableau montrent le nombre de passagers qui en moyenne embarquent durant la semaine, le samedi et le dimanche.
| Nombre de voyageurs qui embarquent à la gare de Bracquegnies | Nombre de voyageurs qui embarquent à la gare de Bracquegnies | Nombre de voyageurs qui embarquent à la gare de Bracquegnies | Nombre de voyageurs qui embarquent à la gare de Bracquegnies |
|                                                              | Semaine                                                      | Samedi                                                       | Dimanche                                                     |
| ------------------------------------------------------------ | ------------------------------------------------------------ | ------------------------------------------------------------ | ------------------------------------------------------------ |
| 1977                                                         | 294                                                          | 97                                                           | 38                                                           |
| 1978                                                         | 235                                                          | 60                                                           | 28                                                           |
| 1979                                                         | 251                                                          | 53                                                           | 39                                                           |
| 1980                                                         | 240                                                          | 29                                                           | 37                                                           |
| 1981                                                         | 203                                                          | 47                                                           | 38                                                           |
| 1982                                                         | 307                                                          | 55                                                           | 59                                                           |
| 1983                                                         | 311                                                          | 77                                                           | 65                                                           |
| 1984                                                         | 313                                                          | 60                                                           | 44                                                           |
| 1985                                                         | 271                                                          | 77                                                           | 63                                                           |
| 1986                                                         | 395                                                          | 68                                                           | 56                                                           |
| 1987                                                         | 299                                                          | 66                                                           | 40                                                           |
| 1988                                                         | 349                                                          | 84                                                           | 58                                                           |
| 1989                                                         | 384                                                          | 90                                                           | 64                                                           |
| 1990                                                         | 331                                                          | 113                                                          | 67                                                           |
| 1991                                                         | 296                                                          | 118                                                          | 81                                                           |
| 1992                                                         | 442                                                          | 99                                                           | 57                                                           |
| 1993                                                         | 236                                                          | 98                                                           | 49                                                           |
| 1994                                                         | 269                                                          | 51                                                           | 21                                                           |
| 1995                                                         | 199                                                          | 35                                                           | 26                                                           |
| 1996                                                         | 217                                                          | 35                                                           | 17                                                           |
| 1997                                                         | 257                                                          | 35                                                           | 30                                                           |
| 1998                                                         | 246                                                          | 33                                                           | 20                                                           |
| 1999                                                         | 209                                                          | 32                                                           | 21                                                           |
| 2000                                                         | 192                                                          | 34                                                           | 20                                                           |
| 2001                                                         | 178                                                          | 23                                                           | 10                                                           |
| 2002                                                         | 172                                                          | 22                                                           | 18                                                           |
| 2003                                                         | 181                                                          | 27                                                           | 23                                                           |
| 2004                                                         | 172                                                          | 33                                                           | 27                                                           |
| 2005                                                         | 195                                                          | 27                                                           | 32                                                           |
| 2006                                                         | 187                                                          | 22                                                           | 20                                                           |
| 2007                                                         | 175                                                          | 30                                                           | 16                                                           |
| 2008                                                         | -                                                            | -                                                            | -                                                            |
| 2009                                                         | 186                                                          | 29                                                           | 34                                                           |
| 2010                                                         | -                                                            | -                                                            | -                                                            |
| 2011                                                         | -                                                            | -                                                            | -                                                            |
| 2012                                                         | 150                                                          | 27                                                           | 26                                                           |
| 2013                                                         | 158                                                          | 37                                                           | 29                                                           |
| 2014                                                         | 142                                                          | 29                                                           | 27                                                           |
| 2015                                                         | 117                                                          | 34                                                           | 24                                                           |
| 2016                                                         | 115                                                          | 29                                                           | 24                                                           |
| 2017                                                         | 145                                                          | 29                                                           | 10                                                           |
| 2018                                                         | 125                                                          | 45                                                           | 22                                                           |
| 2019                                                         | 119                                                          | 25                                                           | 25                                                           |
| 2020                                                         | 114                                                          | 18                                                           | 26                                                           |
| 2021                                                         | -                                                            | -                                                            | -                                                            |
| 2022                                                         | 147                                                          | 43                                                           | 35                                                           |
| 2023                                                         | 127                                                          | 47                                                           | 33                                                           |
| 2024                                                         | 126                                                          | 46                                                           | 37                                                           |